# Samba de Janeiro
Samba de Janeiro è un singolo del gruppo musicale tedesco Bellini, pubblicato il 5 maggio 1997 in Germania e il 15 settembre nel Regno Unito come primo estratto dall'album omonimo.

## Descrizione
Il brano contiene il ritornello di Tombo in 7/4, canzone di Airto Moreira del 1972, e utilizza campionamenti di percussioni di Celebration Suite, un altro brano di Moreira del 1977. Samba de Janeiro ha visto il premio di miglior singolo dance agli annuali premi Echo.

### Utilizzi
La melodia di Samba de Janeiro è stata utilizzata durante gli europei di calcio 2008 dopo ogni goal. Degni di nota anche i suoi utilizzi nei videogiochi Samba de Amigo, Sega Superstars Tennis, Sonic & Sega All-Stars Racing, Dance Dance Revolution, Dance Central 3 e Just Dance 2021.

## Video musicale
Un videoclip è stato realizzato per promuovere il singolo. È stato caricato su YouTube nell'agosto 2017. A giugno 2022 ha raggiunto oltre 25,7 milioni di views.

## Tracce
12"
1. Samba de Janeiro (Original Version) – 5:38
2. Samba de Janeiro (Peter Parker RMX) – 5:52

CD
1. Samba de Janeiro (Radio Edit) – 2:50
2. Samba de Janeiro (Club Mix) – 5:38
3. Samba de Janeiro (Vanity Back Yard Remix) – 5:18
4. Samba de Janeiro (Peter Parker Remix) – 5:52
5. Samba de Janeiro (John Acquaviva Remix) – 7:59
6. Samba de Janeiro (Merlyn Remix) – 6:00

CD maxi
1. Samba de Janeiro (Radio Edit) – 2:50
2. Samba de Janeiro (Club Mix) – 5:38
3. Samba de Janeiro (Vanity Back Yard Remix) – 5:18
4. Samba de Janeiro (Peter Parker Remix) – 5:52

MC
1. Samba de Janeiro (Radio Edit) – 2:50
2. Samba de Janeiro (Club Mix) – 5:38
3. Samba de Janeiro (Vanity Back Yard Mix) – 5:18
4. Samba de Janeiro (Radio Edit) – 2:50
5. Samba de Janeiro (Club Mix) – 5:38
6. Samba de Janeiro (Vanity Back Yard Mix) – 5:18

## Successo commerciale
Samba de Janeiro è diventata un grande successo nelle classifiche europee, toccando il primo posto in Ungheria e il secondo in Germania e Svizzera. Ha raggiunto la Top 10 anche in Austria, Belgio, Danimarca, Finlandia, Francia, Irlanda, Islanda, Paesi Bassi, Regno Unito e Scozia, così come nella Eurochart Hot 100 Singles, dove ha raggiunto il terzo posto. Nel Regno Unito ha toccato l'ottavo posto nella sua prima settimana nella Official Singles Chart, il 21 settembre 1997. Si è anche classificata nella Official Dance Chart, dove ha raggiunto il dodicesimo posto. Samba de Janeiro è stata una hit da Top 20 in Norvegia e da Top 30 in Svezia.

## Classifiche
| Classifica (1997-2013)   | Posizione massima |
| ------------------------ | ----------------- |
| Austria                  | 3                 |
| Belgio (Fiandre)         | 4                 |
| Belgio (Fiandre) (dance) | 16                |
| Belgio (Vallonia)        | 4                 |
| Danimarca)               | 8                 |
| Europa                   | 3                 |
| Finlandia                | 6                 |
| Francia                  | 3                 |
| Germania                 | 2                 |
| Irlanda                  | 6                 |
| Islanda                  | 7                 |
| Norvegia                 | 12                |
| Paesi Bassi              | 10                |
| Regno Unito              | 8                 |
| Regno Unito (dance)      | 12                |
| Svezia                   | 23                |
| Svizzera                 | 2                 |
| Ungheria                 | 1                 |